# Polyalthia henricii
Polyalthia henricii Diels – gatunek rośliny z rodziny flaszowcowatych (Annonaceae Juss.). Występuje endemicznie w północno-wschodniej i południowo-zachodniej części Madagaskaru. Rośnie między innymi w Parku Narodowym Ankarafantsika. 

## Morfologia
PokrójZimozielone drzewo lub krzew dorastające do 5–15 m wysokości. Młode pędy są owłosione.
LiścieMają kształt od eliptycznego do podłużnie eliptycznego. Mierzą 6–12 cm długości oraz 2–4 cm szerokości. Nasada liścia zbiega po ogonku. Blaszka liściowa jest o tępym lub spiczastym wierzchołku. Ogonek liściowy jest owłosiony i dorasta do 2–5 mm długości.
KwiatySą pojedyncze, rozwijają się w kątach pędów. Mierzą 1–2 cm średnicy. Działki kielicha mają owalny kształt, są owłosione i dorastają do 4–7 mm długości. Płatki mają kształt od podłużnego do lancetowatego, są owłosione i osiągają do 15–30 mm długości. Kwiaty mają owłosione owocolistki o podłużnym kształcie i długości 1–2 mm.
OwocePojedyncze mają kształt od prawie elipsoidalnego do prawie kulistego, zebrane po 15–20 w owoc zbiorowy o kulistym lub elipsoidalnym kształcie. Są osadzone na szypułkach. Osiągają 9–10 mm długości i 7 mm szerokości. Mają czarniawą barwę.

## Biologia i ekologia
Rośnie w suchych lasach.